# 魏容
魏容（1427年—？），字尊儀，陝西鞏昌府安定縣人，軍籍，明朝政治人物。進士出身。

## 生平
景泰元年（1450年），陝西鄉試第十七名。天順七年（1463年）癸未科會試第十四名。天順八年（1464年）甲申科殿試，登進士第三甲第八十一名。官至工部郎中。

## 家族
- 曾祖：魏德厚（元萬戶）
- 祖父：魏濟（千戶）
- 父：魏端（永樂二十一年（1423年）陝西鄉試舉人，官至河南衛輝府經歷，贈承德郎、工部主事）
- 母：張氏
- 妻：田氏
- 兄：魏謙；魏進；魏福；魏春；魏平；魏安
- 子：魏璋（成化十六年（1480年）陝西鄉試舉人，歷官直隸曲陽縣知縣、山東兗州府通判、四川鹽課提舉司提舉）[1][3][2]